# Thiên Thai (trường ca)
"Thiên Thai" là một bài hát trữ tình của nhạc sĩ Văn Cao. Ông viết bài hát này vào năm 1941, khi mới 18 tuổi, phỏng theo thơ của Hoàng Thoại.